# Итре-Норскёйа
Итре-Норскёйа (норв. Ytre Norskøya, рус. Внешний Норвежский Остров) — небольшой остров и одноименный посёлок китобоев к северо-западу от острова Западный Шпицберген.